# Ruy Gómez de Silva
Don Ruy Gómez de Silva, I principe di Eboli, I duca di Pastrana, conte di Melito, V signore di Ulme e Chamusca (Chamusca, 27 ottobre 1516 – Madrid, 29 luglio 1573), è stato un nobile portoghese, principale consigliere del re Filippo II di Spagna dove fu conosciuto col nome spagnolo di Ruy Gómez de Silva, e famoso rappresentante di una delle più antiche ed illustri famiglie di Spagna e Portogallo dal X secolo ai nostri giorni.

## Giovinezza

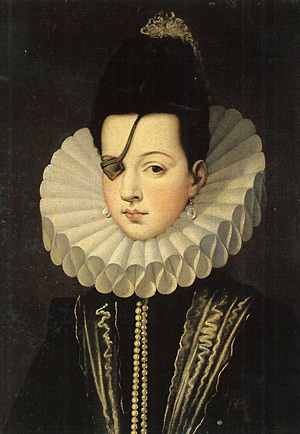
Ana de Mendoza moglie del Principe di Eboli

Ruy Gómez de Silva nacque a Chamusca (Portogallo) ed era il secondo figlio di Don Francisco de Silva, Signore di Ulme e Chamusca. Nel marzo 1526, scortò l'Infanta Isabella di Portogallo a Siviglia dove sposò Carlo I di Spagna.
Rimase in Spagna vivendo all'interno dell'entourage di Isabella. Nel 1527, quando nacque Filippo II di Spagna, Ruy divenne il suo paggio. Una grande amicizia legò i due ragazzi durante tutta la loro vita. Nel 1554, quando suo fratello maggiore Joãu morì, Ruy ereditò la signoria di Ulme e Chamusca.

## Ascensione al potere
Quando Filippo ereditò il trono di Spagna nel 1556 come Filippo II, Ruy, uno dei ministri più influenti, ricevette numerosi riconoscimenti, tra i quali: principe di Eboli e gentiluomo di camera del re. Come ministro di Filippo II, Ruy Gómez de Silva, ebbe una notevole importanza nella politica spagnola e Filippo II gli concesse il titolo nobiliare più alto: Grande di Spagna.

## Il Partito Ebolista
Grazie alla sua influenza nella Corte spagnola, Ruy era noto tra gli ambasciatori stranieri come "Rey Gomes" (Re Gomes) al posto del suo nome ispanizzato di "Ruy Gomez". Il suo più grande avversario politico fu Fernando Álvarez de Toledo, terzo duca d'Alba, avendo entrambi diverse opinioni in merito al governo di Spagna. Mentre il duca di Pastrana difendeva un sistema orientato molto più verso il federalismo ed il compromesso, il duca d'Alba era per la centralizzazione del potere sotto una monarchia unitaria e marziale.

## Matrimonio e discendenti
Nel 1552 Ruy si fidanzò con la dodicenne Ana de Mendoza, figlia di Diego Hurtado de Mendoza primo duca di Francavilla, sotto suggerimento e richiesta di Filippo II. La promessa di matrimonio formale ebbe luogo il 18 aprile 1553.
Ebbero dieci figli:
- Diego de Silva y Mendoza (c.1558–1563)
- Ana de Silva y Mendoza (1560-1610)
- Rodrigo de Silva y Mendoza (1562–1596), 2º duca di Pastrana
- Pedro de Silva y Mendoza (c. 1563)
- Diego de Silva y Mendoza (1564–1630), Viceré del Portogallo (1615–1621), 1° Marchese di Alenquer
- Ruy de Silva y Mendoza (1565–?), 1º marchese di La Eliseda
- Fernando de Silva y Mendoza (10 febbraio 1570 – 23 luglio 1639) conosciuto poi come Pedro González de Mendoza che fu Arcivescovo di Granada (1610-1616), poi Arcivescovo di Saragozza (1616-1623), quindi Arcivescovo-Vescovo di Sigüenza (1623-1639)
- Maria de Silva y Mendoza (c. 1570)
- Ana de Silva y Mendoza (1573–1614)

## Titoli
Nel Regno del Portogallo, Rui Gomes da Silva è stato designato come:
- Rui Gomes da Silva, signore di Ulme e di Chamusca

Nel Regno di Castiglia, Rui Gomes da Silva è stato designato come:
- Ruy Gómez de Silva, principe di Eboli, duca di Pastrana, duca di Estremera, conte di Melito